# Berliet CAU
Der Berliet CAU war ein schwerer französischer Lastkraftwagen aus der Zeit vor dem Ersten Weltkrieg  und während desselben.

## Geschichte, Technik
Die allgemeine Betriebserlaubnis für den Berliet CAU wurde im März 1913 erteilt, ab diesem Zeitpunkt wurde das Fahrzeug gebaut. Nachgewiesen sind die Chassisnummern 11056–11200 und 12001–12016: Wenn alle diese Chassisnummern vergeben wurden, so entstanden also 161 Stück.
Der wassergekühlte Vierzylindermotor hatte eine Bohrung von 100 und einen Hub von 140 mm, also einen Hubraum von 4398 cm³. Das Getriebe hatte vier Vorwärtsgänge, dazu einen Rückwärtsgang. Die Radstand wird mit 3,20 m angegeben, die Nutzlast mit 6 Tonnen. Der Antrieb auf die Hinterachse erfolgte über Ketten.

## Zweite Serie
Es gab von dem hier behandelten Typ eine zweite Serie: Der Prototyp erhielt die allgemeine Betriebserlaubnis am 20. Januar 1917. Die Bohrung des Motors war von 100 auf 110 mm vergrößert worden, das Fahrzeug hatte damit einen Hubraum von 5322 cm³. Das Fahrzeug hatte 24 Steuer-PS, die unbekannte effektive Leistung wurde bei 1200/min entwickelt. Der Radstand war mit 3,20 m gleich wie bei der ersten Serie, die Spur vorne maß 1,68, hinten 1,69 m. Wie viele von der 2. Serie dieser schweren LKW gebaut wurden, ist nicht überliefert.